# ماتگامووا
ماتگامووا (به لاتین: Matgamuwa) یک منطقهٔ مسکونی در سری‌لانکا است که در استان مرکزی (سری‌لانکا) واقع شده‌است.